# 江攝
江攝是宋代韻書《廣韻》的十六攝之一，共轄四韻目。

## 韻部
| 平 | 上 | 去 | 入 |
| -- | -- | -- | -- |
| 江 | 講 | 絳 | 覺 |

## 等呼
每格兩字分別為舒聲和入聲。
| 一 | 二   | 三 | 四 |
| -- | ---- | -- | -- |
|    | 江覺 |    |    |